# Sint-Nicolaaskerk (Zuidkote)
De Sint-Nicolaaskerk (Frans:  Église Saint-Nicolas) de parochiekerk van de gemeente Zuidkote in het Franse Noorderdepartement.

## Geschiedenis
In de 7e eeuw zou er al een kapel zijn geweest, volgend op het bezoek van Sint-Elooi. Deze kapel werd verschillende malen hersteld en vergroot, maar pas omstreeks 1350 werd een echte kerk gebouwd, in gotische stijl. Deze kerk werd in 1777, evenals het dorp, door noodweer verwoest en opgegeven, afgezien van de toren die als baken voor de zeevaart diende. De kerk werd in 1779 gesloopt en er werd een nieuwe gebouwd.
Van de toren werd in 1803 de spits verwijderd en de toren met drie verdiepingen verhoogd. In 1890 werd de toren omgebouwd tot semafoor en tijdens de Eerste Wereldoorlog was het een uitkijkpost. In 1940 werd een Duitse bunker naast de toren gebouwd. In 1944 werden kerk en toren door de Duitsers opgeblazen.
Na de Tweede Wereldoorlog werd er naar ontwerp van Lucien Housez, tussen 1958 en 1960, een nieuwe kerk gebouwd. Het werd een eenvoudig bakstenen gebouw met naastgebouwde toren. In 2016 werd er in de kerk nog brand gesticht.
De kruiswegstaties in de kerk zijn uitgevoerd door de ateliers van de Abdij van Wisques.